# Methana hackeri
Methana hackeri är en kackerlacksart som beskrevs av Shaw 1925. Methana hackeri ingår i släktet Methana och familjen storkackerlackor. Inga underarter finns listade i Catalogue of Life.